# Xysticus apachecus
Xysticus apachecus là một loài nhện trong họ Thomisidae.
Loài này thuộc chi Xysticus. Xysticus apachecus được Willis J. Gertsch miêu tả năm 1933.